# Kraljeva završnica
Kraljeva završnica (Joc final del rei) és una pel·lícula croata-iugoslava del 1987 escrita i dirigida per Živorad Tomić.

## Sinopsi
Branko Kralj, pare de família i home de negocis aficionat als escacs, veu com el matrimoni amb l’atractiva Visnja trontolla i busca una amant. En un viatge en tren deixa la seva dona per jugar als escacs en un compartiment llunyà, cosa que aprofiten tres homes per aprofitar-se d'ell.

## Repartiment
- Irfan Mensur - Branko Kralj
- Ena Begović - Višnja Kralj
- Vladislava Milosavljević - Irena
- Milan Štrljić - Inspektor
- Bogdan Diklić - Božo
- Ivo Gregurević - Prodavac pića u vozu
- Zdenko Jelčić - Kondukter
- Vlatko Dulić - Konobar
- Zvonimir Torjanac - Psihijatar
- Mirjana Majurec - Sekretarica
- Franjo Majetić - Prvi šahista
- Ivo Fici - Drugi šahista
- Ilija Ivezić - Temelj